# Чорний лебідь (фільм)
«Чóрний ле́бідь» (англ. Black Swan) — психологічний трилер Даррена Аронофскі. Світова прем'єра фільму відбулася 1 вересня 2010 року на відкритті 67-го Венеційського міжнародного кінофестивалю.
Фільм не виходив в Україні з українським озвученням (прокат організований компанією Геміні Україна, що розпочався 10 березня 2011 року, йшов з російським дубляжем та українськими субтитрами). Для презентації фільму в Україні 10 березня 2011 року компанія Геміні Україна запросила російську балерину Анастасію Волочкову.
Українською мовою фільм озвучений двома студіями: студією «Омікрон» на замовлення Hurtom.com (багатоголосий закадровий) та студією 1+1 для телеканалу 1+1 (дубляж).

## Сюжет
Балетна трупа Лінкольн-центру в Нью-Йорку планує нову постановку балету «Лебедине озеро». Прима-балерина Бет Макінтайр (Вайнона Райдер) змушена покинути сцену через свій поважний для балерини вік. На головну роль претендують декілька молодих балерин, серед яких виявляється Ніна Сейєрс (Наталі Портман) — донька балерини, яка не досягла висот у кар'єрі, бо присвятила все життя турботі про дочку.
Французький хореограф Тома Леруа (Венсан Кассель) не впевнений у тому, що Ніна — ідеальна кандидатка на роль. Він вважає, що вона прекрасна в ролі Білого лебедя, але занадто скута та недостатньо пристрасна в ролі Чорного. Під час розмови про роль Тома намагається поцілувати Ніну, але та кусає його і втікає. Том бачить у Ніні внутрішній потенціал і дає їй головну роль. Ще перед отриманням ролі Ніна краде з гримерки Бет косметику, сподіваючись, що вона послугує їй талісманом.
Незабаром після отримання ролі Ніну починають мучити дивні зловісні галюцинації: оживають картини її матері, дивно поводяться відображення в дзеркалі, на спині з'являється дивна висипка з подряпинами. Мати Ніни (Барбара Херші) вважає, що до неї повернулася стара «мерзенна» звичка дряпати себе ночами. У той же час з Ніною нав'язливо намагається зав'язати дружбу інша молода балерина — Лілі (Міла Куніс).
Тома не може змиритися зі скутістю Ніни й дедалі різкіше критикує. Він називає її фригідною і намагається спокусити. Він також радить Ніні спробувати мастурбацію. Ніна намагається мастурбувати, але її спроби перериває то видіння матері в кріслі, то зловісні галюцинації у ванній.
Одного разу ввечері після репетицій розплакану Ніну застає в залі Лілі. Ніна ділиться з нею переживаннями. На ранок Тома влаштовує перепалку з Ніною, внаслідок якої стає зрозуміло, що Лілі розповіла йому про розмову з Ніною минулого вечора. Ніна та Лілі сваряться.
Увечері мати Ніни починає випитувати в доньки подробиці її стосунків з режисером. Ніна ухиляється від розмови. Раптом у дверях з'являється Лілі й просить вибачення за те, що проговорилася Томі на роботі. Вона намагається запросити Ніну на вечерю, але мати Ніни не дає дівчатам поговорити. У результаті роздратована Ніна бере пальто та тікає з Лілі в нічний клуб. У клубі Лілі вдається напоїти Ніну алкоголем з екстазі та довести до стану ейфорії. Дівчата повертаються додому до Ніни далеко за північ. Мати Ніни починає лаяти дочку за зухвалу поведінку. Ніна заявляє матері, що «займалася сексом в клубі з хлопцями», за що отримує ляпаса. Розлючена поведінкою матері, п'яна Ніна закривається в кімнаті з Лілі, після чого Лілі доводить Ніну оральним сексом до оргазму та закриває їй обличчя подушкою.
Вранці Ніна прокидається і розуміє, що проспала репетицію. Вона пробігає повз матір, запитуючи, чому вона не розбудила її вранці, і поспішає на роботу. У залі вона чує музику зі своєї ролі і бачить Лілі, що репетирує партію Чорного лебедя. Ніна накидається на Лілі з докорами про вчорашню ніч. Лілі сміється і каже, що вона провела ніч з хлопцем з клубу і що їхня нічна пригода п'яній Ніні всього лише наснилася.
Ніну все сильніше турбує страх того, що Лілі хоче забрати у неї роль. Вона в істериці атакує Тому в коридорі за те, що він зробив Лілі її дублеркою.
Увесь вечір перед прем'єрою балету Ніна репетирує. Її мучать галюцинації. Вона йде в лікарню до Бет, яка з горя кинулася під машину та отримала травму ноги. Вона намагається повернути їй вкрадені речі. Бет, яку мучить депресія, бере пилку для нігтів і починає різати нею своє обличчя. Після безуспішної спроби зупинити Бет Ніна в жаху вибігає з її палати і встрибує в ліфт. У ліфті вона раптом усвідомлює, що пилка для нігтів, якої Бет порізала собі обличчя, чомусь у неї в руках. У нападі паніки Ніна біжить з «місця злочину» додому.
Повернувшись додому, Ніна зауважує, що картини її матері розмовляють з нею. Вона зриває картини зі стіни і біжить у ванну. Там вона бачить, що висип на її плечі поширилася і має вигляд гусячої шкіри. У деяких місцях через шкіру проступають дивні шипи. Вона витягує один з них і бачить, що це чорне перо. Ніна біжить у свою кімнату, де в неї заламуються назад ноги, як у птаха. Вона намагається випростатися і падає, втрачаючи свідомість.
Ніна прокидається тільки під вечір наступного дня. Мати сидить біля неї з тривожним виразом обличчя. На кистях рук у Ніни шкарпетки. Мати пояснює, що Ніна всю ніч намагалася себе дряпати. Вона також заявляє Ніні, що подзвонила в театр і сказала Томі, що Ніна хвора й не може виступати на прем'єрі. Ніна зривається і біжить на роботу, перекидаючи все на своєму шляху та викрутивши матері руку, коли та спробувала її зупинити. Тома шокований появою Ніни, але все ж дозволяє їй виступати, сильно розсердивши Лілі, що готується грати головну роль.
У першому акті Ніна випадає з рук партнера. Тома кричить, щоб вона взяла себе в руки. Ніна входить в гримерку і бачить там Лілі, яка одягла на себе костюм Чорного лебедя. Лілі каже Ніні, що та не зможе впоратися з роллю, адже провалила навіть перший акт. Ніна та Лілі починають битися. У ході бійки Ніна штовхає Лілі на дзеркало в стіні, яке Лілі розбиває головою. Боротьба продовжується на підлозі. Лілі намагається задушити Ніну, але та хапає уламок дзеркала і всаджує його в живіт Лілі, вбиваючи її.
Сховавши тіло Лілі у ванній кімнаті, Ніна переодягається та виходить на сцену. Вона грає розкуто. Її очі схожі на лебедині. Під час танцю на її тілі виростають лебедині пера, перетворюючи її руки на крила в кінці акту. Ніна кланяється і отримує бурю овацій. Весь зал аплодує стоячи. Із залу видно, що ніяких крил у Ніни немає, але вони є у її тіні на стіні. Ніна повертається в гримерку переодягнутися для останнього акту. Раптом до неї у двері хтось стукає. На порозі стоїть Лілі, яка вітає Ніну з блискучою грою та просить вибачення за їхні недавні непорозуміння. Ніна відчиняє двері ванної кімнати і бачить, що ніякого трупа там немає і не було. Тоді вона повертається до дзеркала і бачить, що воно дійсно розбите. Раптово Ніна виявляє у себе на животі рану, в якій стирчить уламок дзеркала. Виявляється, під час галюцинації Ніна порізала саму себе, а Лілі навіть не було в гримерці.
Перемагаючи біль, Ніна виходить дограти останній акт. Її мати сидить у залі. У кінці акту Ніна зістрибує з імпровізованої скелі вниз на спеціально підготовлений матрац. У залі чуються овації. Том біжить до Ніни привітати її з настільки успішним дебютом. У цей момент усі бачать, що у Ніни на сукні розплилася кривава пляма. Тома вимагає викликати швидку, а сам питає, що сталося. Ніна відповідає: «Я відчула це. Досконалість. Я була досконала».

## У ролях
- Наталі Портман — Ніна Сейєрс
- Міла Куніс — Лілі
- Венсан Кассель — Тома Леруа
- Барбара Херші — Еріка Сайєрс, мати Ніни
- Вайнона Райдер — Бет Макінтайр
- Крістіна Анапо — Галина
- Джанет Монтгомері — Меделін
- Себастіан Стен — Ендрю
- Бенджамін Мільп'є — танцюрист
- Тобі Хемінгвей — Том
- Марк Марголіс — містер Фітіан

## Відгуки

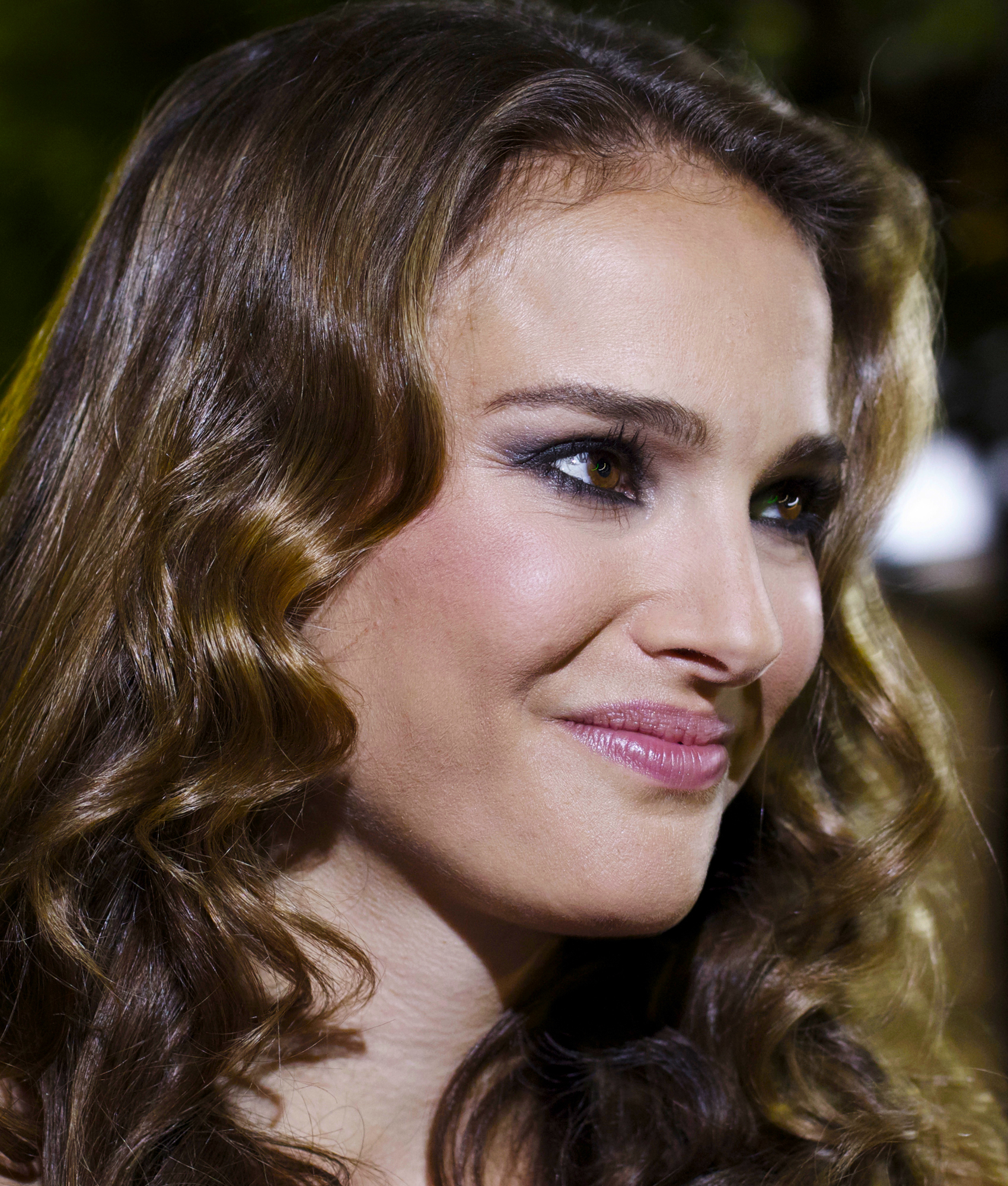
Наталі Портман на прем'єрі фільму на кінофестивалі в Торонто

«Чорний лебідь» отримав переважно позитивні відгуки кінокритиків. На Rotten Tomatoes у фільму 88 % позитивних рецензій з 255. На Metacritic — 79 балів зі 100 на основі 41 огляду.
Маноло Даргіс (The New York Times) похвалила Аронофскі за те, що йому вдалося подолати всі ті штампи, якими рясніє його фабульний матеріал. Псевдодокументальна манера зйомок у стилі братів Дарден здалася їй дуже доречною для того, щоб наблизити глядача до головної героїні, дати відчути її нервове дихання. У демонстрації яскравих галюцинацій Раян Гілбі побачив перегин: чим більше режисер навалює їх одна на одну, тим менше вони хвилюють глядача. Будь-яке порівняння «халтури» Аронофскі з класичними стрічками Поланського він вважав недоречним.
Украй негативно відгукнувся про фільм Кеннет Туран у Los Angeles Times. Він нарікав на надмірну прямолінійність режисерської манери Аронофскі, яка «приводить глядача до покірності» мало не відбійним молотком. Туран назвав фільм мелодраматичною «макулатурою високого польоту» (high-art trash), де балет представлений як свого роду кривавий спорт.
Дж. Хоберман погодився з тим, що «Чорний лебідь» — це «пихатий кіч», проте його «абсурдній браваді» важко опиратися. За його словами, це «найнеприборканіший і сміхотворніший фільм про театральні лаштунки з часів „Showgirls“». Підґрунтя всього, що відбувається — «проникнення, кров і психоз». Режисер переводить його на кіномову використанням різких монтажних склеєних, непередбачуваного кадрування, примхливої гри світла й тіні. Камера хитається, підстрибує і виробляє балетні піруети, немов її підкидають на сцені разом з Портман.
Змішані почуття викликав «Чорний лебідь» і у Р. Корліса. У роботі Портман він відзначив відсутність «повної переконливості», але водночас «дивовижну самовіддачу», і в цілому критик оцінив «Лебедя» як крок уперед у порівнянні з «Реслером» — стрічкою малооригінальною в плані «картинки» й трафаретного в плані «історії». Роджер Еберт оцінив фільм в 3,5 зірки з 4-х.

## Цікаві факти
- За чутками, Рейчел Вайс і Дженніфер Коннеллі могли виконати головні ролі.
- Меріл Стріп розглядалася на роль Еріки.
- Блейк Лайвлі проходила проби на роль Лілі.
- У першій версії сценарію героїню Наталі Портман звали Александрія.
- Спочатку передбачалося, що дія фільму відбуватиметься у Франції, а зйомки пройдуть у Будапешті, проте від цієї ідеї довелося відмовитися через бюджетні обмеження.
- Перша версія сценарію називалася «The Understudy». Історія розгорталася навколо Нью-Йоркського театру. Даррену Аронофскі сподобався сценарій, і він запропонував перенести дію в світ балету.
- Знадобилося десять років, щоб сценарій втілився у фільм.
- Наталі Портман рекомендувала Мілу Куніс на роль Лілі. Даррен Аронофскі запропонував Мілі Куніс роль Лілі через Skype. Мілі навіть не довелося проходити проби на роль.
- Для ролі у фільмі Наталі Портман схудла на 9 кілограм.
- Зйомки всіх сцен з участю Вайнони Райдер зайняли 10 днів.
- У дитинстві Вайнона Райдер пробувала займатися балетом, але витримала лише перше заняття, бо, за її словами, викладач був дуже строгий.
- При підготовці до зйомок Міла Куніс займалася балетом протягом 3 місяців, по п'ять годин на день, сім днів на тиждень.
- Під час зйомок Наталі Портман отримала травму ребер. Повне одужання зайняло 6 тижнів. Також під час зйомок Наталі отримала струс мозку.
- За рік до початку зйомок фільму Наталі Портман відновила заняття балетом. Спочатку вона займалася по дві години на день шість місяців з хореографом Мері Гелен Баверс, готуючись до навантажень поступово, щоб набрати силу та гнучкість і нічого не пошкодити в процесі подальшої роботи. Потім стала займатися по п'ять годин на день, а також додала заняття з плавання. Десь за два місяці до занять з хореографом вона проводила з Мері Гелен по вісім годин на день.
- Клінт Менселл написав музику до фільму, що є варіяцією на тему «Лебединого озера» Чайковського.
- Під час зйомок Даррен Аронофскі намагався налаштувати Наталі Портман і Мілу Куніс один проти одного, щоб ще більше посилити напругу між їх персонажами.

## Нагороди і номінації
Станом на 18 травня 2011 року фільм «Чорний лебідь» має 30 нагород і 96 номінації, зокрема:
- Венеційський кінофестиваль (2010)
  - Премія Марчелло Мастрояні (Міла Куніс)
  - «Золотий лев» (номінація)
- 2 премії Асоціяції кінокритиків Чикаго у категоріях «Найкраща акторка» (Наталі Портман) і «Найкраща оригінальна музика» (Клінт Менселл) (2010)
- Премія «Сьєрра» Товариства кінокритиків Лас-Вегаса (2010)
- Премія Товариства кінокритиків Фенікса у категорії «Найкраща акторка» (Наталі Портман) (2010)
- Премія Товариства кінокритиків Сан-Дієґо у категорії «Найкращий режисер» (Даррен Аронофскі) (2010)
- Премія Асоціяції кінокритиків Лос-Анджелеса у категорії «Найкраща операторська робота» (Матьє Лєбатік) (2010)
- Премія Асоціяції кінокритиків Центрального Огайо у категорії «Найкраща акторка» (Наталі Портман) (2011)
- «Оскар» (2011):
  - Найкраща операторська робота (номінація)
  - Найкраща режисура (номінація)
  - Найкращий монтаж (номінація)
  - Найкраща акторка
  - Найкращий фільм (номінація)
- «BAFTA» (2011):
  - Найкращі спецефекти (номінація)
  - Найкраща акторка
  - Найкраща акторка другого плану (номінація)
  - Найкраща операторська робота (номінація)
  - Найкращий оригінальний сценарій (номінація)
  - Найкращі костюми (номінація)
  - Найкращий грим (номінація)
  - Найкращий монтаж (номінація)
  - Найкращий звук (номінація)
  - Найкращий фільм (номінація)
- «Золотий глобус» (2011):
  - Найкраща акторка драми
  - Найкраща акторка другого плану (номінація)
  - Найкраща режисура (номінація)
  - Найкращий фільм-драма (номінація)
- Незалежний дух[13]:
  - Найкраща операторська робота
  - Найкраща акторка
  - Найкраща режисура
  - Найкращий фільм